# Comuna Sofiivka, Novîi Buh
Sofiivka (în ucraineană Софіївка) este o comună în raionul Novîi Buh, regiunea Mîkolaiiv, Ucraina, formată din satele Sofiivka (reședința), Uleanivka, Volodîmîrivka și Volodîmîro-Pavlivka.

## Demografie
Componența lingvistică a comunei Sofiivka
     Ucraineană (94,74%)
     Rusă (3,38%)
     Română (1,17%)
     Alte limbi (0,33%)
Conform recensământului din 2001, majoritatea populației comunei Sofiivka era vorbitoare de ucraineană (94,74%), existând în minoritate și vorbitori de rusă (3,38%) și română (1,17%).